# Serpophaga
Serpophaga es un género de aves paseriformes perteneciente a la familia Tyrannidae que agrupa a especies nativas de la América tropical (Neotrópico), donde se distribuyen desde Costa Rica en América Central, a través de la mayor parte de América del Sur, hasta el centro de Argentina. A sus miembros se les conoce por el nombre popular de piojitos y también tiranuelos, tiranoletes, moscaretas o atrapamoscas entre otros.

## Etimología
El nombre genérico femenino «Serpophaga» se compone de las palabras del griego «serphos» que significa ‘mosquito’, ‘jején’, y «phagos» que significa ‘comer’.

## Características
Las aves de este género son un grupo bastante diversificado de pequeños tiránidos, midiendo entre 10,5 y 12 cm de longitud, con dos especies (nigricans y cinerea) fuertemente relacionadas con cursos de agua y una tercera (hypoleuca) a islas fluviales, las otras más generalizadas en ambientes semiabiertos. Es probable que el género no sea monofilético.

## Lista de especies
Según las clasificaciones del Congreso Ornitológico Internacional y Clements Checklist/eBird, agrupa a las siguientes especies, con su respectivo nombre popular de acuerdo con la Sociedad Española de Ornitología:
| Imagen | Nombre científico        | Autor                       | Nombre común                            | Estado de conservación | Distribución |
| ------ | ------------------------ | --------------------------- | --------------------------------------- | ---------------------- | ------------ |
|        | Serpophaga cinerea       | (Tschudi, 1844)             | piojito guardarríos                     | LC                     |              |
|        | Serpophaga hypoleuca     | P.L. Sclater & Salvin, 1866 | piojito ribereño                        | LC                     |              |
|        | Serpophaga nigricans     | (Vieillot, 1817)            | piojito gris                            | LC                     |              |
|        | Serpophaga subcristata   | (Vieillot, 1817)            | piojito tiquitiqui                      | LC                     |              |
|        | Serpophaga griseicapilla | Straneck, 2007              | piojito trinador o piojito de Straneck. | LC                     |              |

## Taxonomía
El taxón S. griceiceps fue considerado por muchos autores como un sinónimo de S. munda, apenas un plumaje juvenil del mismo. Sin embargo, principalmente con base en notables diferencias de vocalización, una nueva especie fue descrita por Straneck (2007) para el taxón anterior, a quien se le dio el nombre científico (parecido) de Serpophaga griseicapilla. La nueva especie fue reconocida mediante la aprobación de la Propuesta N° 419 al Comité de Clasificación de Sudamérica (SACC).
El taxón Serpophaga munda Berlepsch, 1893 fue tratado hasta recientemente como una especie separada, pero fue incluido en Serpophaga subcristata con base en las vocalizaciones extremadamente similares (posiblemente idénticas), tiempo de divergencia muy reciente y diferencias morfológicas mínimas; actualmente es tratado como la subespecie Serpophaga subcristata munda por la mayoría de las clasificaciones.
Chebez & Agnolin (2012) presentaron evidencias de que el presente género no es monofilético y propusieron un nuevo género: Holmbergphaga Chebez & Agnolin, 2012, agrupando a las especies cinerea, hypoleuca, y nigricans. Sin embargo, si separado, el nombre Ridgwayornis W. Bertoni, 1925, tendría prioridad, según el SACC.
Los amplios estudios genético-moleculares realizados por Tello et al. (2009) descubrieron una cantidad de relaciones novedosas dentro de la familia Tyrannidae que todavía no están reflejadas en la mayoría de las clasificaciones. Siguiendo estos estudios, Ohlson et al. (2013) propusieron dividir Tyrannidae en 5 familias. Según el ordenamiento propuesto, Serpophaga permanece en Tyrannidae, en una subfamilia Elaeniinae Cabanis & Heine, 1859-60, en una tribu Elaeniini Cabanis & Heine, 1859-60, junto a Elaenia, Tyrannulus, Myiopagis, Suiriri, Capsiempis, parte de Phyllomyias, Phaeomyias, Nesotriccus, Pseudelaenia, Mecocerculus leucophrys, Anairetes, Polystictus, Culicivora y Pseudocolopteryx.